# Discografia di Akon
La discografia di Akon, cantante statunitense di origini senegalesi, si compone di 6 album in studio, 7 mixtape, 107 singoli e oltre novanta video musicali. 

## Album

### Album in studio
| Anno                                                                          | Titolo                                                                                      | Classifiche | Classifiche | Classifiche | Classifiche | Classifiche | Classifiche | Certificazioni                                                                    |
| Anno                                                                          | Titolo                                                                                      | USA         | AUS         | CAN         | FRA         | GER         | UK          | Certificazioni                                                                    |
| ----------------------------------------------------------------------------- | ------------------------------------------------------------------------------------------- | ----------- | ----------- | ----------- | ----------- | ----------- | ----------- | --------------------------------------------------------------------------------- |
| 2004                                                                          | Trouble - Data di pubblicazione: 29 giugno 2004 - Formati: CD, download digitale, LP        | 18          | 12          | —           | 11          | 24          | 1           | - AUS: Oro - CAN: Oro - FRA: Oro - USA: Platino - UK: Platino                     |
| 2006                                                                          | Konvicted - Data di pubblicazione: 14 novembre 2006 - Formati: CD, download digitale, LP    | 2           | 16          | 4           | 7           | 75          | 16          | - AUS: Platino - FRA: Oro - CAN: Platino (2) - USA: Platino (6) - UK: Platino (2) |
| 2008                                                                          | Freedom - Data di pubblicazione: 2 dicembre 2008 - Formati: CD, download digitale, LP       | 7           | 20          | 4           | 9           | 82          | 6           | - AUS: Oro - CAN: Platino - UK: Platino                                           |
| 2019                                                                          | El Negreeto - Data di pubblicazione: 4 ottobre 2019 - Formati: download digitale, streaming | —           | —           | —           | —           | —           | —           |                                                                                   |
| 2019                                                                          | Akonda - Data di pubblicazione: 25 ottobre 2019 - Formati: download digitale, streaming     | —           | —           | —           | —           | —           | —           |                                                                                   |
| 2022                                                                          | TT Freak - Data di pubblicazione: 2 dicembre 2022 - Formati: download digitale, streaming   | —           | —           | —           | —           | —           | —           |                                                                                   |
| "—" indica una pubblicazione non classificata o non pubblicata in quel paese. |                                                                                             |             |             |             |             |             |             |                                                                                   |

### Mixtape
| Anno | Titolo                                                                                    |
| ---- | ----------------------------------------------------------------------------------------- |
| 2005 | Illegal Alien, Volume 1 - Uscita: 2005 - Formati: CD, download digitale                   |
| 2007 | In My Ghetto - Data di pubblicazione: 2007 - Formati: CD, download digitale               |
| 2008 | In My Ghetto, Volume 2 - Data di pubblicazione: 2008 - Formati: CD, download digitale     |
| 2008 | The Freedom Mixtape - Data di pubblicazione: 6 novembre 2008 - Formati: download digitale |
| 2011 | Koncrete - Data di pubblicazione: 3 luglio 2011 - Formati: download digitale              |
| 2012 | The Koncrete Mixtape - Uscita: 14 aprile 2012 - Formati: download digitale                |
| 2012 | Koncrete Jungle - Data di pubblicazione: 29 giugno 2012 - Formati: CD, download digitale  |

## Singoli

### Solista
| Anno | Titolo                                               | Classifiche | Classifiche | Classifiche | Classifiche | Classifiche | Classifiche | Classifiche | Classifiche | Classifiche | Classifiche | Album di provenienza |
| Anno | Titolo                                               | US          | AUS         | CAN         | FRA         | GER         | IRE         | NL          | NZ          | SWE         | UK          | Album di provenienza |
| ---- | ---------------------------------------------------- | ----------- | ----------- | ----------- | ----------- | ----------- | ----------- | ----------- | ----------- | ----------- | ----------- | -------------------- |
| 2004 | Locked Up (feat Styles P)                            | 8           | 33          | —           | 12          | 15          | 10          | —           | —           | —           | 5           | Trouble              |
| 2004 | Ghetto                                               | 90          | —           | —           | —           | —           | —           | 27          | —           | —           | —           | Trouble              |
| 2005 | Lonely                                               | 4           | 1           | —           | 2           | 1           | 1           | 1           | 1           | 2           | 1           | Trouble              |
| 2005 | Belly Dancer (Bananza)                               | 30          | 23          | —           | 45          | 32          | 11          | —           | 12          | —           | 5           | Trouble              |
| 2005 | Pot of Gold                                          | —           | —           | —           | —           | 95          | 33          | —           | —           | —           | 77          | Trouble              |
| 2006 | Smack That (feat. Eminem)                            | 2           | 2           | —           | 4           | 5           | 1           | 6           | 1           | 3           | 1           | Konvicted            |
| 2006 | I Wanna Love You (feat. Snoop Dogg)                  | 1           | 6           | —           | —           | 14          | 2           | 21          | 2           | 17          | 3           | Konvicted            |
| 2007 | Don't Matter                                         | 1           | 9           | 16          | 6           | 29          | 1           | 15          | 1           | 23          | 3           | Konvicted            |
| 2007 | Mama Africa                                          | —           | —           | —           | —           | —           | —           | —           | —           | —           | 47          | Konvicted            |
| 2007 | Sorry, Blame It on Me                                | 7           | 26          | 17          | 10          | —           | 9           | —           | 2           | 6           | 22          | Konvicted            |
| 2008 | I Can't Wait (feat. T-Pain)                          | —           | —           | —           | —           | —           | —           | —           | —           | —           | 116         | Konvicted            |
| 2008 | Right Now (Na Na Na)                                 | 8           | 17          | 7           | 8           | 44          | 18          | 21          | 5           | 48          | 6           | Freedom              |
| 2008 | I'm So Paid (feat. Lil Wayne & Young Jeezy)          | 31          | 91          | 41          | 15          | —           | —           | —           | —           | 21          | 59          | Freedom              |
| 2009 | Beautiful (feat. Colby O'Donis e Kardinal Offishall) | 19          | 14          | 16          | —           | 34          | 13          | 12          | 13          | 28          | 8           | Freedom              |
| 2009 | We Don't Care                                        | —           | 91          | —           | —           | —           | —           | —           | —           | —           | 61          | Freedom              |
| 2010 | Oh Africa (feat. Keri Hilson)                        | —           | —           | —           | —           | —           | —           | —           | —           | 52          | 56          | /                    |
| 2010 | Angel                                                | 58          | 57          | 23          | —           | —           | —           | —           | 20          | —           | —           | Stadium              |
| 2010 | Give It to 'Em(feat. Rick Ross)                      | —           | —           | —           | —           | —           | —           | —           | —           | —           | —           | Stadium              |
| 2011 | Do It                                                | —           | —           | —           | —           | —           | —           | —           | —           | —           | —           | /                    |

### Come ospite
| Anno | Titolo                                                                                         | Classifiche | Classifiche | Classifiche | Classifiche | Classifiche | Classifiche | Classifiche | Classifiche | Classifiche | Classifiche | Album di provenienza                      |
| Anno | Titolo                                                                                         | USA         | AUS         | CAN         | FRA         | GER         | IRE         | NL          | NZ          | SWE         | UK          | Album di provenienza                      |
| ---- | ---------------------------------------------------------------------------------------------- | ----------- | ----------- | ----------- | ----------- | ----------- | ----------- | ----------- | ----------- | ----------- | ----------- | ----------------------------------------- |
| 2004 | Find Us (The Beatnuts feat. Akon)                                                              | —           | —           | —           | —           | —           | —           | —           | —           | —           | —           | Milk Me                                   |
| 2005 | Keep on Calling (P-Money feat. Akon)                                                           | —           | —           | —           | —           | —           | —           | —           | 23          | —           | —           | Magic City                                |
| 2005 | Baby I'm Back (Baby Bash feat. Akon)                                                           | 19          | —           | —           | —           | —           | —           | —           | —           | —           | —           | Super Saucy                               |
| 2005 | Soul Survivor (Young Jeezy feat. Akon                                                          | 4           | —           | —           | —           | 74          | 32          | —           | —           | —           | 16          | Let's Get It: Thug Motivation 101         |
| 2005 | Moonshine (Savage feat. Akon)                                                                  | –           | 9           | —           | —           | —           | —           | —           | 1           | —           | —           | Moonshine                                 |
| 2006 | Girls (Beenie Man feat. Akon)                                                                  | –           | —           | —           | —           | —           | —           | —           | 38          | —           | 47          | Undisputed                                |
| 2006 | Snitch (Obie Trice feat. Akon)                                                                 | –           | —           | —           | —           | —           | —           | —           | —           | —           | —           | Second Round's on Me                      |
| 2007 | The Sweet Escape (Gwen Stefani feat. Akon)                                                     | 2           | 2           | 2           | 4           | 6           | 4           | 5           | 1           | 13          | 2           | The Sweet Escape                          |
| 2007 | I Tried (Bone Thugs-n-Harmony feat. Akon)                                                      | 6           | —           | 52          | —           | —           | —           | —           | 4           | —           | 69          | Strength and Loyalty                      |
| 2007 | We Takin' Over (DJ Khaled feat. Akon, T.I., Rick Ross, Fat Joe, Lil Wayne, & Birdman)          | 28          | —           | 97          | —           | —           | —           | —           | —           | —           | —           | We the Best                               |
| 2007 | Bartender (T-Pain feat. Akon)                                                                  | 5           | —           | 46          | —           | —           | —           | —           | 1           | —           | —           | Epiphany                                  |
| 2007 | The Way She Moves (Zion feat. Akon)                                                            | –           | —           | —           | —           | —           | —           | —           | —           | —           | —           | The Perfect Melody                        |
| 2007 | Speaker (David Banner feat. Akon, Lil Wayne, & Snoop Dogg)                                     | –           | —           | —           | —           | —           | —           | —           | —           | —           | —           | Greatest Story Ever Told                  |
| 2007 | Sweetest Girl (Dollar Bill) (Wyclef Jean feat. Akon, Niia, & Lil Wayne)                        | 12          | 28          | 15          | —           | 30          | —           | —           | 8           | 15          | 66          | Carnival Vol. II: Memoirs of an Immigrant |
| 2007 | "Graveyard Shift" (Kardinal Offishall feat. Akon)                                              | –           | —           | —           | —           | —           | —           | —           | —           | —           | —           | /                                         |
| 2007 | Hypnotized (Plies feat. Akon)                                                                  | 14          | —           | 77          | —           | —           | —           | —           | 4           | —           | 66          | The Real Testament                        |
| 2007 | Get Buck in Here (DJ Felli Fel feat. Diddy, Akon, Ludacris & Lil Jon)                          | 41          | —           | 58          | —           | —           | —           | —           | —           | —           | —           | /                                         |
| 2007 | Certified (Glasses Malone feat. Akon)                                                          | –           | —           | —           | —           | —           | —           | —           | —           | —           | —           | Beach Cruiser: The Story                  |
| 2007 | I'll Still Kill (50 Cent feat. Akon)                                                           | 95          | —           | —           | 28          | —           | —           | —           | 14          | —           | —           | Curtis                                    |
| 2008 | Wanna Be Startin' Somethin' 2008 (with Michael Jackson)                                        | 81          | 8           | 32          | 10          | 63          | —           | —           | 4           | 3           | 57          | Thriller 25                               |
| 2008 | What You Got (Colby O'Donis feat. Akon)                                                        | 14          | —           | 29          | —           | —           | —           | —           | —           | 59          | —           | Colby O                                   |
| 2008 | Dangerous (Kardinal Offishall feat. Akon)                                                      | 5           | 42          | 2           | 8           | 18          | 40          | —           | —           | 45          | 16          | Not 4 Sale                                |
| 2008 | Frozen (Tami Chynn feat. Akon)                                                                 | –           | —           | —           | —           | —           | —           | —           | —           | —           | —           | Prima Donna                               |
| 2008 | What's Love (Shaggy feat. Akon)                                                                | –           | —           | —           | —           | 52          | —           | —           | —           | —           | —           | Intoxication                              |
| 2008 | Out Here Grindin (DJ Khaled feat. Akon, Rick Ross, Plies, Lil Boosie, Ace Hood, & Trick Daddy) | 38          | —           | 71          | —           | —           | —           | —           | —           | —           | —           | We Global                                 |
| 2008 | Body on Me (Nelly feat. Akon & Ashanti)                                                        | 42          | 32          | 57          | —           | —           | 12          | —           | 19          | —           | 17          | Brass Knuckles The Declaration            |
| 2008 | Am I Dreaming (Kat DeLuna feat. Akon)                                                          | –           | —           | —           | —           | —           | —           | —           | —           | —           | —           | 9 Lives                                   |
| 2008 | Wake It Up (E-40 feat. Akon)                                                                   | 117         | —           | —           | —           | —           | —           | —           | —           | —           | 97          | The Ball Street Journal                   |
| 2009 | Dreamgirl (Tay Dizm feat. Akon)                                                                | 118         | —           | —           | —           | —           | —           | —           | —           | —           | —           | Welcome to the New World                  |
| 2009 | Day Dreaming (DJ Drama feat. Akon, Snoop Dogg, & T.I.)                                         | –           | —           | —           | —           | —           | —           | —           | 33          | 59          | —           | Gangsta Grillz: The Album II              |
| 2009 | One (Fat Joe feat. Akon)                                                                       | –           | —           | —           | —           | —           | —           | —           | —           | —           | —           | Jealous Ones Still Envy 2 (J.O.S.E. 2)    |
| 2009 | Just Go (Lionel Richie feat. Akon)                                                             | –           | —           | —           | —           | —           | —           | —           | —           | —           | 52          | Just Go                                   |
| 2009 | Stuck with Each Other (Shontelle feat. Akon)                                                   | –           | —           | —           | —           | —           | 46          | —           | —           | —           | 23          | Shontelligence                            |
| 2009 | Overtime (Ace Hood feat. T-Pain & Akon)                                                        | 119         | —           | —           | —           | —           | —           | —           | —           | —           | —           | Ruthless                                  |
| 2009 | All Up 2 You (Aventura feat. Wisin & Yandel & Akon)                                            | –           | —           | —           | —           | —           | —           | —           | —           | —           | —           | The Last                                  |
| 2009 | Sexy Bitch (David Guetta feat. Akon)                                                           | 12          | 1           | 1           | 2           | 1           | 2           | 3           | 3           | 4           | 1           | One Love                                  |
| 2009 | Let's Get Crazy (Cassie featuring Akon)                                                        | –           | —           | —           | —           | —           | —           | —           | —           | —           | —           | Electro Love                              |
| 2009 | Shut It Down (Pitbull featuring Akon)                                                          | –           | —           | 68          | —           | —           | —           | —           | —           | —           | —           | Rebelution                                |
| 2010 | We Are the World: 25 for Haiti (con artisti vari)                                              | –           | —           | 68          | —           | —           | —           | —           | —           | —           | —           | We Are the World: 25 for Haiti            |

|Once Radio:feat David Guetta

## Altri brani entrati in classifica
| Anno | Titolo                          | Classifiche | Classifiche | Classifiche | Album di provenienza |
| Anno | Titolo                          | USA         | CAN         | NL          | Album di provenienza |
| ---- | ------------------------------- | ----------- | ----------- | ----------- | -------------------- |
| 2008 | Troublemaker (feat. Sweet Rush) | 97          | 65          | —           | Freedom              |
| 2008 | Holla Holla (feat. T-Pain)      | 119         | —           | —           | Freedom              |
| 2008 | Keep You Much Longer            | 123         | —           | —           | Freedom              |

## Altre collaborazioni
- 1996 Operations of Nature (Akon)
- 1996 Fu-Gee-La (Sly & Robbie remix) (The Fugees feat. John Forté & Akon)
- 1999 Hey Mama (Don Yute feat. Akon)
- 2000 This Boy Here  (Monica feat. Que' bo Gold & Akon)
- 2001 Sit Down Somewhere (Que' Bo Gold feat. Akon & Rere)
- 2001 Lil' Buddy (Que Bo Gold feat. Akon, Rasheeda & Polo)
- 2001 Block to Block (Rasheeda feat. Akon)
- 2002 The New Message (Kalifornia Remix) (Kam feat. Akon)
- 2002 Heart Failure (Impulss feat. Akon)
- 2004 Rebel Musik (Monsieur R feat. Akon)
- 2005 Make It Hot (Rasheeda feat. Akon)
- 2005 Keep Up (20 East feat. Akon)
- 2005 Lost Ones (Hushh Ent feat. Paperboyz & Akon)
- 2005 Moonshine (Savage feat. Akon)
- 2005 Baby I'm Back (Baby Bash feat. Akon)
- 2005 No Way Jose (Baby Bash feat. Akon)
- 2005 He's Leavin (Leah Beabout feat. Akon) (unUscita)
- 2005 Kill The Dance (Kardinal Offishall feat. Akon)
- 2005 Psalm 91 (Trinity Chris feat. Akon)
- 2005 So Cold (Ric-A-Che feat. Akon)
- 2005 Look At Me Now (Norfolk Little feat. Akon)
- 2005 So Fly (Blewz feat. Akon)
- 2005 Little Do They Know (Allstars feat. Akon)
- 2005 Soul Survivor (Young Jeezy feat. Akon)
- 2005 Soul Survivor (remix) (Young Jeezy feat. Akon, Boyz n da Hood & Jim Jones)
- 2005 Can You Believe It (Styles P feat. Akon)
- 2005 All My Life (Styles P feat. Akon)
- 2005 Back Again (KAI feat. Akon)
- 2005 Keep on Callin (P Money feat. Akon)
- 2005 Keep on Callin' (remix) (Sway DaSafo feat. Akon)
- 2005 Drop (Milano feat. Akon)
- 2005 Come Home (Play-N-Skillz feat. Akon)
- 2005 Stay Down (Ruff Ryders feat. Flashy & Akon)
- 2005 Hustler's Story (The Notorious B.I.G. feat. Scarface, Big Gee and Akon)
- 2005 Miss Melody (Miri Ben-Ari feat. Akon)
- 2005 Ghetto Soldier (Miri Ben-Ari feat. Akon and Beenie Man)
- 2005 Bananza (Belly Dancer remix) (feat. Kardinal Offishall)
- 2005 Mama Africa (Remix) (Akon feat. 50 Cent)
- 2006 Private (One Chance feat. Akon)
- 2006 She Wanna Ride (Capone feat. Akon)
- 2006 Wacha Gonna Do (Brian McKnight feat. Akon and Juvenile)
- 2006 That's All I Know (Kira feat. Akon, B.I.G., Keith Murray and G-Dep)
- 200? That's All I Know /(Still On The Block) (Webbz feat. Akon)
- 2006 Gun In My Hand (Booba feat. Akon)(french song)
- 2006 Mr. Martin (Pras Michel feat. Akon)
- 2006 I Promise You (Akon Pop remix) (Elvis White feat. Akon)
- 2006 I Promise You (Akon Club remix) (Elvis White feat. Akon)
- 2006 U Got Me (T-Pain feat. Akon)
- 2006 Ur Not the Same (T-Pain feat. Akon)
- 2006 Party Gets Hot Tonight (Rah Digga feat. Akon)
- 2006 Find Us (The Beatnuts feat. Akon)
- 2006 Presidential (Remix) (Youngbloodz feat. Akon)
- 2006 I Am Not My Hair (Konvict remix) (India.Arie feat. Akon)
- 2006 Slow Wind Remix (R. Kelly feat. Akon & Sean Paul)
- 2006 Never Gonna Get It (Sean Biggs feat. Topic & Akon)
- 2006 Some More (Keith Sweat feat. Akon)
- 2006 Street Life (Azad feat. Akon)
- 2006 Watch Your Movements (Black Rob feat. Akon)
- 2006 On the Block All Day (Serius Jones feat. Akon)
- 2006 Im Real (Bleu Davinci feat. Akon)
- 2006 Hood Times (Big Adept feat. Akon)
- 2006 Home Invaders (Paperview feat. Akon)
- 2006 Drop That Booty (Paperview feat. Akon, Red Cafe)
- 2006 Ready To (Reynos feat. Akon)
- 2006 Murderer Part II (Uncle Murda feat. Akon)
- 2006 Ride Out (Tru Life feat. Akon)
- 2006 Clack Clack (Red Cafe feat. Akon)
- 2006 Girls (Beenie Man feat. Akon)
- 2006 Snitch (Obie Trice feat. Akon)
- 2006 Look Me in My Eyes (Blast feat. Akon)
- 2006 Let It Clap (Rasheeda feat. Akon)
- 2006 I Wonder (Smitty feat. Akon)
- 2006 Cross That Line (Rick Ross feat. Akon)
- 2006 Ghetto Story Chapter 3 (Cham feat. Akon)
- 2006 Go To War (Papoose feat. Akon)
- 2006 I Wanna Fuck You (Plies feat. Akon)
- 2006 Put It on Me (Blewz feat. Akon)
- 2006 Watch Out (DJ Khaled feat. Akon, Styles P, Fat Joe, Rick Ross)
- 2006 Big Dog (Akon)
- 2006 Coulibaly (Akon Remix) (Amadou and Mariam feat. Akon)
- 2006 Survivor (40 Cal. feat. Akon)
- 2006 I Wanna Fuck You (Remix) (Akon feat. Sean Paul)
- 2006 Hold on Tight (Qwes feat. Akon)
- 2006 Hard (Balboa feat. Akon, Jody Breeze & Killer Mike)
- 2006 Dyoing Dyoing Dyoing (Ray Black feat. Akon)
- 2006 Boss' Life (Snoop Dogg feat. Akon)
- 2006 Ridin' Overseas (Chamillionaire feat. Akon)
- 2006 Plentimo (Gypsy Stokes feat. Akon)
- 2006 Gangsta (Big Floaty feat. Akon)
- 2006 Exclusive (Rhatt feat. Akon)
- 2006 Sweet Dreams/Sweet Sweet Sweet (Akon Mix '06) (Dreams Come True feat. Akon)
- 2007 The Sweet Escape (Gwen Stefani feat. Akon)
- 2007 The Sweet Escape (Konvict remix) (Gwen Stefani feat. Akon)
- 2007 I Tried (Bone Thugs-n-Harmony feat. Akon)
- 2007 Never Forget Me (Bone Thugs-n-Harmony feat. Akon)
- 2007 Dubhop (Tariq L feat. Akon)
- 2007 We Do {Ginuwine feat. 404 Soldierz & Akon}
- 2007 Be Easy (G.A.G.E. feat. Akon)
- 2007 What I'm Gonna Do (G.A.G.E. feat. Akon)
- 2007 On Me (Lil Fizz feat. Akon)
- 2007 How I Roll (Juelz Santana feat. Akon)
- 2007 Lighters Up (Trick Daddy feat. Akon, T.I., and Juelz Santana)
- 2007 Ok (Brasco feat. Akon)
- 2007 Natural Born Hustler (Trey Songz feat. Akon)
- 2007 I'm So Fly (Juvenile feat. Akon)
- 2007 Exhausted From Ballin (Kasual feat. Akon)
- 2007 We Takin' Over (DJ Khaled feat. Akon, T.I., Rick Ross, Fat Joe, Birdman, & Lil Wayne)
- 2007 We Takin' Over (remix) (DJ Khaled feat. Akon, Lil Kim, R. Kelly, T-Pain & Young Jeezy)
- 2007 Kalifornia (Yukmouth feat. Akon (samples hook from 'The New Message')
- 2007 Nobody (Don't Matter) (Official remix) (Nivea feat. Akon)
- 2007 Nobody (Don't Matter) (Candace Jones feat. Akon)
- 2007 Shake Down (Akon)
- 2007 I Wanna Fuck You (remix) (Snoop Dogg feat. Akon)
- 2007 Eyes on You (Styles P feat. Akon)
- 2007 Change Up (Fabolous feat. Akon)
- 2007 Naturel Charm (Trey Songz feat. Akon)
- 2007 Untitled/Locked Up Again (Foxy Brown feat. Akon)
- 2007 The Way She Moves (Zion feat. Akon)
- 2007 Do You Feel Me (Rosco feat. Akon and Jadakiss)
- 2007 Bartender (T-Pain feat. Akon)
- 2007 Bartender (remix) (T-Pain feat. Akon & Ghostface Killah)
- 2007 Gangsta Bop (The Game feat. Akon)
- 2007 You'll Never Forget Me (Gwop Gang feat. Akon)
- 2007 Who the Fuck Is That (Dolla feat. Akon & T-Pain)
- 2007 On My Trail (L.A. feat. Akon)
- 2007 Club Rockin (Cardan feat. Akon)
- 2007 Paradise (Quiarre Lee feat. Akon)
- 2007 Bring it On (Daddy Yankee feat. Akon)
- 2007 Comin' from Where I'm From (G-Unit feat. Akon)
- 2007 From Africa to Atlanta to New York to Los Angeles (Akon feat. G-Unit)
- 2007 Ghetto (Remix) (Akon feat. G-Unit)
- 2007 I'll Still Kill (50 Cent feat. Akon)
- 2007 Keep on Callin (Joell Ortiz feat. Akon)
- 2007 Outlaw (40 Cal. feat. Akon)
- 2007 By My Side (Tugg Boat feat. Akon)
- 2007 That's Right (Three 6 Mafia feat. Jim Jones and Akon)
- 2007 Graveyard Shift (Kardinal Offishall feat. Akon)
- 2007 The Verdict (Juvenile feat. Akon)
- 2007 Street Riders (The Game feat. Akon & Nas)(2007, 2008)
- 2007 Certified (Glasses Malone feat. Akon)
- 2007 Certified (Remix) (Glasses Malone feat. Akon, Bun B, KAM, and Lil' Wayne)
- 2007 Get Buck In Here (DJ Felli Fel feat. Diddy, Ludacris, Lil Jon & Akon)
- 2007 Presentation (Munga feat. Akon)
- 2007 Sweetest Girl (Dollar Bill) (Wyclef Jean feat. Akon, Lil Wayne & Nia)
- 2007 Sweetest Girl (remix) (Wyclef Jean feat. Akon, Lil Wayne & Raekwon)
- 2007 On tha Block (Gonzoe feat. Akon & Rosco Umali)
- 2007 Back on the Block (Beanie Sigel feat. Akon)
- 2007 All I Know (Hell Rell feat. Akon)
- 2007 Hypnotized (Plies feat. Akon)
- 2007 Messed Up (Chingy feat. Akon)
- 2007 What's Love (Shaggy feat. Akon)
- 2007 Natural Born Hustla (Cyssero feat. Akon, 4 Corners & killaQueenz)
- 2007 Losing It (Rock City feat. Akon)
- 2007 Clear the Air (Busta Rhymes feat. Akon & Shabba Ranks)
- 2007 Soldier (Tiken Jah Fakoly feat. Akon)
- 2007 Do Right (Mario feat. Akon)
- 2007 What You Got (Colby O'Donis feat. Akon)
- 2007 That's Me (Big Adept feat. Akon)
- 2007 That's Me (Remix) (615 feat. Akon)
- 2007 On The Run (Brisco feat. Flo-Rida and Akon)
- 2007 Prison Life (Vybz Kartel feat. Akon)
- 2007 Rush (Akon Feat.Kardinal Offishall)
- 2007 Smalltime Gangster (NOX Feat.Akon)
- 2007 Going to Jail Tonight (Chamillionaire feat. Akon)
- 2008 Borrow U (40 Glocc feat. Akon)
- 2008 Take You Away (Colby O'Donis Feat. Akon & Romeo)
- 2008 Wanna Be Startin' Somethin' 2008 (Michael Jackson feat. Akon and will.i.am)
- 2008 One False Move (C-Murder feat. Akon)
- 2008 One False Move (Remix) (C-Murder feat. Akon, Young Buck, and B.G.)
- 2008 Sucker For Love (Jason Miller feat. Akon)
- 2008 Dangerous (Kardinal Offishall feat. Akon)
- 2008 Move On (Varsity feat. Akon)
- 2008 Back on the Block (Akon feat. Birdman & Lil' Wayne)
- 2008 Just Dance (Lady Gaga feat. Colby O'Donis and Akon)
- 2008 Shawty (Kaye Styles feat. Akon)
- 2008 Frozen (Tami Chynn feat. Akon)
- 2008 Plenty Mo (Stacee Adams feat. Akon)
- 2008 Everywhere You Go (Orlando Brown feat. Akon)
- 2008 Get Low Wit It (Romeo feat. Akon)
- 2008 All I Know (Roccett feat. Akon)
- 2008 Hustle Man (Hot Rod feat. Akon & Freeway)
- 2008 Doing Doing (Ray L feat. Akon)
- 2008 So In Lust (Hunt feat. Akon)
- 2008 Body on Me (Ashanti feat. Nelly & Akon)
- 2008 I'm So Fly (DJ Green Lantern feat. Akon, Fabolous & Fat Joe)
- 2008 Out Here Grindin (DJ Khaled feat. Akon, Rick Ross, Plies, Lil Boosie, Trick Daddy, Lil Wayne and Ace Hood)
- 2008 Baby Come Back To Me (Vanessa Hudgens feat. Akon)
- 2008 Am I Dreaming (Kat Deluna feat. Akon)
- 2008 Shawty (official remix) (Son-D-Lyte feat. Akon & Kaye Styles)
- 2008 Dream Big (Crooked I feat. Akon)
- 2008 Come On In (Sean Garrett feat. Akon)
- 2008 Come on In (Remix) (Sean Garrett feat. Akon and Plies)
- 2008 Bye Bye Remix (Mariah Carey feat. Akon & Lil Wayne)
- 2008 Wake It Up (E-40 feat. Akon)
- 2008 Toss It Up (Flipsyde feat. Akon)
- 2008 Hold My Hand (Akon feat. Michael Jackson)
- 2008 Saviour Tonight (Akon)
- 2008 Keep On Callin' (Akon & Joell Ortiz)
- 2008 Hold It Down (Joell Ortiz feat. Akon)
- 2008 Who the Fuck Is That? [Remix] (Dolla feat. Akon, T-Pain & Tay Dizm)
- 2008 Like I Never Left (Whitney Houston feat. Akon)
- 2008 Bad As Hell (UGK feat. Akon)
- 2008 Tomorrow (Saschali feat. Akon)
- 2008 Up and Down (2 Pistols feat. Akon)
- 2008 Dream (Ciara feat. Akon)
- 2008 On The Run (Rick Ross feat. Akon, Flo-Rida & Brisco)
- 2008 My Dream (Chamillionaire feat. Akon)
- 2008 Cocaine Cowboy (DJ Khaled feat. Akon)
- 2008 Changed Man (Nino Bliss feat. Akon)
- 2008 You're the reason (Niggalas Cage feat. Akon)
- 2008 Gangsta party (The Game feat. Akon)
- 2008 Mic Check (Keri Hilson feat. Akon)
- 2008 Criminal Minded (Freck Billionaire feat. Akon)
- 2008 Girl on Fire (Paul Wall feat. Akon)
- 2008 Guarantee (Flo Rida feat. Akon)
- 2008 Gangsta (Remix) (Royce da 5'9 feat. Akon)
- 2008 Kung Fu Fighting (Tami Chynn feat. Akon)
- 2008 Put it on my Tab (New Kids on the Block feat. Akon)
- 2008 Ready to Go (DJ Felli Fel feat. Akon, Pitbull, and Chino XL)
- 2008 She's So Fine (Akon feat. Dolla)
- 2008 Work It Out (Akon feat. Keyshia Cole)
- 2008 Take It Back (Akon)
- 2008 Silver and Gold (Sway feat. Akon)
- 2008 Bend That Ass Ova (Young Twinn feat. Akon)
- 2008 Hero (T.I. feat Akon)
- 2008 Don't Believe Them (Busta Rhymes feat. Akon & T.I.)
- 2008 It Aint Me (T-Pain feat. Akon & T.I.)
- 2008 Change (T-Pain feat. Akon, Diddy & Mary J. Blige)
- 2008 Can't Stop (Ace Hood feat. Akon)
- 2008 Shawty Got Me Excited (Juvenile feat. Akon)
- 2008 Arab Money (Remix) (Busta Rhymes feat. Ron Browz, Akon, Diddy, T-Pain, Swizz Beatz, and Lil Wayne)
- 2008 Day Dreamin (DJ Drama feat. Akon, Snoop Dogg, and T.I.)
- 2008 The Champ is Here (T.I. feat. Akon)
- 2008 Can't Believe It (Remix) (T-Pain feat. Akon and Kardinal Offishall)
- 2008 Keeping Me Smiling (Young Hot Rod feat. Akon)
- 2008 Get By (Akon)
- 2008 Dreamer (Akon)
- 2008 Ghetto Song (Akon)
- 2008 Never Look Back Again (Akon)
- 2008 Makin Me (R. Kelly feat. Akon)
- 2008 Dream Girl (Tay Dizm feat. Akon)
- 2008 The Reason (Akon feat. Bobby Moon)
- 2009 Dangerous (Remix) (Kardinal Offishall feat. Akon, Sean Paul, and Twista)
- 2009 Stuck With Each Other (Shontelle feat. Akon)
- 2009 Just Go (Lionel Richie feat. Akon)
- 2009 Hands In The Sky (Tone Trump feat. Akon and Birdman)
- 2009 Angel Eyez (Play-N-Skillz feat. Akon)
- 2009 Please Don't Do That (Slim Thug feat. Akon)
- 2009 Yalli Nassini (Melissa feat. Akon)
- 2009 Crack Rock (Akon)
- 2009 Don't Believe 'Em (Number One) (Busta Rhymes feat. Akon and T.I)
- 2009 Shorty (Shank feat. Akon)
- 2009 On Top (Twista feat. Akon)
- 2009 Clack Clack (Jim Jones feat. Akon & Sand)
- 2009 Never Forget Me (Street Muzik Remix) (Lil Drift feat. Akon, Cleno Jovanni, & Layzie Bone)
- 2009 Change Me (Keri Hilson feat. Akon)
- 2009 Nothing Left To Give (Lionel Richie feat. Akon)
- 2009 Bigger (Rick Ross feat. Akon and Fabolous)
- 2009 I'm Leavin' (Rock City feat. Swizz Beatz and Akon)
- 2009 Dope Boy(DJ Speedy feat. Akon)
- 2009 Show Me Love(Cashis feat. Akon)
- 2009 Available (Flo Rida feat. Akon, will.i.am, and Natalia Cappuccini)
- 2009 Let's Get Crazy(Cassie feat. Akon)
- 2009 Overtime(Ace Hood feat. Akon and T-Pain)
- 2009 One (Fat Joe feat. Akon)
- 2009 Get Away (2 Pistols feat. Akon)
- 2009 Plenty Mo (Joe Young feat. Gypsy and Akon)
- 2009 Like This (Dolla feat. Akon)
- 2009 All Up 2 You (Aventura feat. Akon, Wisin & Yandel)
- 2009 Hey Mama (Wisin y Yandel feat. Akon)
- 2009 Blood into Gold (Peter Buffet feat. Akon)
- 2009 Teaser(Kardinal Ofishall feat. akon)
- 2009 Be With You(Wilbur Pan feat. Akon) (Chinese)
- 2009 Beautiful Official Brazilian Remix (Akon feat. Negra Li)
- 2009 Beautiful Official Mexican Remix (Akon feat. Dulce Maria)
- 2009 Beautiful Official Chinese Remix (Akon feat. BoA)
- 2009 Would I be Wrong (Akon)
- 2009 Story of My Life (Billy Blue feat. Akon)
- 2009 Sexy Bitch (David Guetta feat. Akon)
- 2009 Cry Out of Joy (Tribute to Michael Jackson) (Akon)
- 2009 Shut It Down (Pitbull feat. Akon)
- 2009 Le Sang Des Innocents(Pamela feat. Akon)
- 2009 You Nasty (Young Dro feat. Akon)
- 2009 Married to the Streets (French Montana feat. Akon)
- 2009 She Wants Sex (Akon)(Snippet)
- 2009 Click, Clack (Bone Thugs-N-Harmony Feat. Akon)
- 2009 Street Rider (Triple C's feat. Akon)
- 2009 Bump Your Head (Rasheeda feat. Akon)
- 2009 Spiffy (Rasheeda feat. Akon)
- 2009 Police (Juice feat. Akon, L.A. & Broadway)
- 2009 Survive (Cash feat. Akon)
- 2009 Number 1 Girl (Akon feat. Ice Cube, R. Kelly, Juelz Santana & Jim Jones)
- 2009 Silver & Gold (2010 World Cup Remix) (Sway feat. Tinchy Stryder & Akon)
- 2009 Ben (Konvict Remix) (Michael Jackson feat. Akon)
- 2009 New York City (Akon)
- 2009 Angel Eyes (Nelly feat. Akon)
- 2009 No More You (Akon)
- 2009 Leave Me Alone Girl (Akon)
- 2009 To The Floor (Tami Chynn feat. Akon)
- 2009 Uh Huh (Prynce CyHi feat. Akon)
- 2009 Wonder (Remix) (Tha Vill feat. Akon)
- 2009 Celebration - Official Remix (Madonna ft. Akon)(by David Guetta)
- 2009 Would I Be Wrong (The Game ft. Akon)
- 2009 Shoulda Never (Prynce CyHi ft. Akon)
- 2010 Dirty Situation (Feat Mohombi)
- 2011 Self Made (French Montana, Juicy J & Project Pat feat. Akon)
- 2016 Picky Picky (Remix) (Feat Mohombi, Joey Montana)
- 2020 Te Quiero Amar (Feat Pitbull)
- 2020 Locked Up Pt 2 (Feat 6ix9ine).